# Mikrostrukturbild
Mikrostrukturbilder sind Fotos, Schriftzüge oder sonstige Grafiken, die gerastert wurden. Im Gegensatz zur üblichen Rasterung von Bildern wird hier aber ein als Mikrostruktur bezeichnetes kleines Muster zur Grundlage der Rasterung verwendet.
Wird das Mikrostrukturbild aus größerer Entfernung betrachtet überwiegt der Eindruck des zugrundeliegenden Bildes, während aus der Nähe die Mikrostruktur deutlich zu erkennen ist.
Verwendet wurde das Verfahren unter anderem um den online erworbenen Tickets (Eintrittskarte) für die Fußball-WM 2006 eine gewisse Fälschungssicherheit zu geben. Hier wurde das komplette Ticket mit einer Mikrostruktur gerastert, wodurch einzelne Teile des Tickets nur noch mit großem Aufwand geändert werden konnten.